# جورج أفليك
جورج أفليك (بالإنجليزية: George Affleck)‏ (1 يوليو 1888 في المملكة المتحدة - ) هو لاعب كرة قدم بريطاني (وحمل سابقاً جنسية المملكة المتحدة لبريطانيا العظمى وأيرلندا) في مركز الدفاع. لعب مع غريمسبي تاون ونادي ليدز ‏.